# Liste de personnalités du football décédées en 2023
Cet article présente une liste de personnalités du monde du football décédées au cours de l'année 2023.
Plus d'informations : Liste exhaustive de personnalités du football décédées en 2023.

## Janvier
- 1er janvier : décès à 66 ans de Frank McGarvey, ancien attaquant international écossais, deux fois champion d'Écosse avec le Celtic FC et trois fois vainqueur de la Coupe d'Écosse[1].
- 5 janvier : décès à 83 ans d'Ernesto Castano, international italien ayant remporté 3 Championnat d’Italie et  3 Coupe d'Italie[2].
- 6 janvier : décès à 58 ans de Gianluca Vialli, international italien ayant remporté la Ligue des champions 1996, 2 Coupe d'Europe des vainqueurs de coupe, la Coupe UEFA 1993, 2 Championnat d’Italie, 3 Coupe d'Italie, la Coupe d'Angleterre 1997 puis comme entraîneur la Coupe d'Angleterre 2000[3].
- 6 janvier : décès à 92 ans de Jacques Grattarola, joueur français[4].
- 6 janvier : décès à 83 ans de Carlos Monín, international paraguayen ayant remporté le Championnat du Paraguay en 1961 devenu entraîneur[5].
- 6 janvier : décès à 80 ans de Marc Kanyan Case, joueur français[6].
- 6 janvier : décès à 43 ans d'Omar Berdiýew, international turkmène ayant remporté 3 Championnat du Turkménistan et 3 Coupe du Turkménistan[7].
- 7 janvier : décès à 64 ans de Djão, international portugais[8].
- 7 janvier : décès à 40 ans de Modeste M'Bami, international camerounais ayant remporté la médaille d'or aux Jeux olympiques en 2000  et 2 coupe de France[9].
- 8 janvier : décès à 68 ans de Roberto Dinamite, international brésilien ayant remporté le Championnat du Brésil en 1974[10].
- 9 janvier : décès à 89 ans de Raymond Mertens, joueur puis entraîneur belge[11].
- 9 janvier : décès à 72 ans de Ferenc Mészáros, international hongrois ayant remporté le Championnat de Hongrie 1977, 2 Coupe de Hongrie, le Championnat du Portugal 1982 et la Coupe du Portugal 1982 devenu entraîneur[12].
- 9 janvier : décès à 87 ans d'Alain Da Costa, entraîneur Gabonais et sélectionneur de son pays[13].
- 10 janvier : décès à 88 ans de Pierre Dorsini, joueur puis entraîneur français[14].
- 11 janvier : décès à 78 ans de Kamel Tahir, international algérien ayant remporté 3 Championnat d'Algérie et la Coupe d'Algérie 1977[15].
- 15 janvier : décès à 60 ans de Shaye Al-Nafisah, international saoudien ayant remporté la Coupe d'Asie des nations en 1984[16].
- 18 janvier : décès à 25 ans d'Anton Walkes, joueur anglais[17].
- 22 janvier : décès à 92 ans de Darío Jara Saguier, international paraguayen ayant remporté 2 Championnat du Paraguay devenu entraîneur[18].
- 27 janvier : décès à 85 ans de Mikhaïl Moustyguine, joueur soviétique[19].
- 28 janvier : décès à 80 ans de Krister Kristensson, international suédois ayant remporté 7 Championnat de Suède et 5 Coupe de Suède devenu entraîneur[20].
- 30 janvier : décès à 77 ans de Charly Loubet, international français ayant remporté le Championnat de France en 1971 devenu entraîneur[21].

## Février
- 1er février : décès à 88 ans de Guy Méano, joueur français[22].
- 4 février : décès à 79 ans de José del Castillo, international péruvien ayant remporté 4 Championnat du Pérou devenu entraîneur[23].
- 6 février : décès à 64 ans de Billy Thomson, international écossais[24].
- 6 février : décès à 31 ans de Christian Atsu, international ghanéen ayant remporté le Championnat du Portugal en 2013[25].
- 6 février : décès à 55 ans de John Moeti, international sud-africain ayant remporté la Coupe d'Afrique des nations de football 1996[26].
- 7 février : décès à 84 ans de Friedel Lutz, international ouest-allemand ayant remporté le Championnat d'Allemagne en 1959[27].
- 8 février : décès à 87 ans de Miroslav Blažević, joueur yougoslave devenu entraîneur ayant remporté le Championnat de Suisse en 1984, la Coupe de Suisse en 1974, le Championnat de Yougoslavie en 1982, la Coupe de Yougoslavie en 1983, 2 Championnat de Croatie, la Coupe de Croatie en 1994, le Championnat de Bosnie-Herzégovine en 2014. Il fu également sélectionneur de la Suisse, de l'Iran, de la Bosnie et de la Croatie avec qui il remporta la médaille de bronze à la Coupe du monde 1998[28].
- 9 février : décès à 63 ans de Marcos Alonso, international espagnol ayant remporté le Championnat d'Espagne en 1985 et la Coupe d'Espagne en 1983 devenu entraîneur[29].
- 10 février : décès à 88 ans de Marcel Adamczyk, international français[30].
- 12 février : décès à 37 ans de Yousef Al-Salem, international saoudien ayant remporté la Coupe d'Arabie saoudite en 2009[31].
- 13 février : décès à 79 ans de Pierre Garcia, joueur français ayant remporté la Coupe de France en 1971 devenu entraîneur[32].
- 16 février : décès à 85 ans de Tulsidas Balaram, international indien[33].
- 18 février : décès à 78 ans de Petar Jekov, international bulgare ayant remporté la médaille d'argent aux Jeux olympiques de 1968, 4 Championnat de Bulgarie et 3 Coupe de Bulgarie[34].
- 20 février : décès à 47 ans de Miklós Lendvai, international hongrois devenu entraîneur[35].
- 21 février : décès à 83 ans d'Amancio, international espagnol ayant remporté l'Euro 1964, la Coupe des clubs champions en 1966, 9 Championnat d'Espagne et 3 Coupe d'Espagne[36].
- 26 février : décès à 78 ans de Ziya Şengül, international turc ayant remporté 2 Coupes de Turquie devenu entraîneur[37].
- 26 février : décès à 65 ans de Francisco Osorto, international hondurien ayant remporté le Championnat du Salvador en 1979[38].
- 28 février : décès à 64 ans de Grant Turner, international néo-zélandais devenu entraîneur[39].

## Mars
- 1er mars : décès à 89 ans de Just Fontaine, international français ayant remporté 4 Championnat de France et 2 Coupe de France devenu entraîneur. Il fut également sélectionneur de la France et du Maroc[40].
- 1er mars : décès à 89 ans d'Ahmed Arab, international algérien ayant remporté 4 Championnat d'Algérie et 3 Coupe d'Algérie devenu entraîneur[41].
- 2 mars : décès à 85 ans de Per Kristoffersen, international norvégien[42].
- 2 mars : décès à 85 ans de Julien Manzano, joueur puis entraîneur français[43].
- 5 mars : décès à 84 ans de Romualdo Arppi Filho, arbitre international brésilien[44].
- 5 mars : décès à 80 ans de Karounga Keïta, international malien devenu entraîneur et sélectionneur de son pays[45].
- 6 mars : décès à 87 ans de Josef Vojta, international tchécoslovaque ayant remporté la médaille d'argent aux Jeux olympiques 1964, 2 Championnat de Tchécoslovaquie et la Coupe de Tchécoslovaquie 1964[46].
- 7 mars : décès à 90 ans de Salvador Farfán, international mexicain[47].
- 8 mars : décès à 85 ans d'Italo Galbiati, joueur puis entraîneur italien[48].
- 8 mars : décès à 80 ans de John Moelaert, joueur belge ayant remporté la Coupe de Belgique en 1968 devenu entraîneur[49].
- 9 mars : décès à 69 ans de Luis Ludueña, international argentin[50].
- 13 mars : décès à 78 ans d'Ismaila Mabo, joueur nigérian ayant remporté le championnat du Nigeria en 1972 devenu entraîneur remportant 2 Championnat d'Afrique avec l'équipe féminine de son pays[51].
- 14 mars : décès à 79 ans de Saïd Ouchène, international algérien ayant remporté le Championnat d'Algérie en 1967[52].
- 15 mars : décès à 80 ans de Dimítris Papaïoánnou, international grec ayant remporté 5 championnat de Grèce et 2 coupes de Grèce[53].
- 15 mars : décès à 85 ans de Roman Lentner, international polonais ayant remporté 8 championnat de Pologne et 3 Coupe de Pologne[54].
- 19 mars : décès à 80 ans de Petar Nadoveza, international yougoslave ayant remporté le Championnat de Yougoslavie en 1971 et 3 Coupe de Yougoslavie puis comme entraîneur le Championnat de Croatie en 2004, la Coupe de Yougoslavie en 1984, la Coupe de Croatie en 2000 et la Coupe de Slovénie en 1996[55].
- 20 mars : décès à 91 ans d'Osvaldo Héctor Cruz, international argentin ayant remporté 2 Copa América[56].
- 21 mars : décès à 76 ans de Yechezkel Chazom, international israélien ayant remporté la Coupe d'Asie des clubs champions en 1967, 2 Championnat d'Israël et la Coupe d'Israël en 1972[57].
- 22 mars : décès à 86 ans d'Anthony Knapp, joueur puis entraîneur anglais ayant remporté en 1979 le Championnat de Norvège et la Coupe de Norvège. Il fut également sélectionneur de l'Islande[58].
- 28 mars : décès à 80 ans de Manfred Schäfer, international australien devenu entraîneur[59].

## Avril
- 2 avril : décès à 86 ans de Gilbert Bailliu, joueur belge ayant remporté la Coupe de Belgique en 1968[60].
- 2 avril : décès à 86 ans de Gino Raffin, joueur puis entraîneur italien[61].
- 4 avril : décès à 72 ans de Birger Jensen, international danois ayant remporté 5 championnat de Belgique et 2 coupe de Belgique[62].
- 5 avril : décès à 77 ans de Sergio Gori, international italien ayant remporté la Coupe des clubs champions 1965, la Coupe intercontinentale 1965, la Coupe UEFA 1977 et 4 Championnats d'Italie[63].
- 9 avril : décès à 84 ans de Roberto Frigerio, international suisse ayant remporté le Championnat de Suisse 1967 et 3 Coupe de Suisse[64].
- 13 avril : décès à 35 ans de Nizar Issaoui, joueur tunisien[65].
- 16 avril : décès à 78 ans d'Eddie Colquhoun, international écossais ayant remporté la FA Cup en 1968[66].
- 20 avril : décès à 82 ans de Josep Maria Fusté, international espagnol ayant remporté le Championnat d'Europe des nations 1964, la Coupe des villes de foires en 1966 et 3 Coupe d'Espagne[67].
- 21 avril : décès à 81 ans de Juan Carlos Sarnari, international argentin ayant remporté le Championnat de Colombie 1975 devenu entraîneur[68].

## Mai
- 2 mai : décès à 63 ans de Christian Larièpe, joueur français[69].
- 4 mai : décès à 50 ans de Terry Vaughn, arbitre international américain[70].
- 5 mai : décès à 92 ans d'Arsenio Iglesias, joueur espagnol devenu entraîneur ayant remporté la Coupe d'Espagne en 1995[71].
- 9 mai : décès à 93 ans d'Antonio Carbajal, international mexicain[72].
- 12 mai : décès à 82 ans de Jacques Mouilleron, joueur puis entraîneur français[73].
- 13 mai : décès à 76 ans de Denis Rouvier, joueur français[74].
- 13 mai : décès à 58 ans de Serge-Didier Kimoni, joueur belge ayant remporté 2 Championnat de Belgique et la Coupe du Luxembourg en 2005 devenu entraîneur[75].
- 14 mai : décès à 29 ans de Marco Warren, international bermudien[76].
- 14 mai : décès à 86 ans de Ferran Olivella, international espagnol ayant remporté le Championnat d'Europe

1964, 2 Coupe des villes de foires, 2 Championnat d'Espagne et 4 Coupe d'Espagne.
- 16 mai : décès à 74 ans de Per Røntved, international danois[78].
- 16 mai : décès à 85 ans de Nelsinho Rosa, joueur brésilien devenu entraîneur ayant reporté le Championnat du Brésil 1989. Il fut également sélectionneur de l'Arabie Saoudite[79].
- 17 mai : décès à 79 ans de Jan Olsson, international suédois devenu entraîneur[80].
- 21 mai : décès à 80 ans de Victoriano Sánchez Arminio, arbitre international espagnol[81].

## Juin
- 8 juin : décès à 87 ans de Ralé Rašić, entraîneur yougoslave. Il fut également sélectionneur de l'Australie[82].
- 8 juin : décès à 82 ans de Jorge Roldán, international guatémaltèque[83].
- 10 juin : décès à 78 ans de Clive Barker, joueur puis entraîneur sud-africain. Il fut également sélectionneur de son pays remportant la Coupe d'Afrique des nations 1996[84].
- 10 juin : décès à 65 ans de Jari Niinimäki, international finlandais ayant remporté le Championnat de Finlande 1983 et la Coupe de Finlande 1979[85].
- 14 juin : décès à 76 ans de John Hollins, international anglais devenu entraîneur[86].
- 15 juin : décès à 70 ans de Gordon McQueen, international écossais ayant remporté le Championnat d'Angleterre 1974 et 2 Coupe d'Angleterre devenu entraîneur[87].
- 16 juin : décès à 86 ans d'Alfredo Rojas, international argentin ayant remporté le championnat d'Argentine en 1965[88].
- 17 juin : décès à 76 ans d'Antoine Kuszowski, joueur français[89].
- 19 juin : décès à 32 ans de Karolis Chvedukas, international Lituanien ayant remporté la Coupe de Lituanie en 2009[90].
- 21 juin : décès à 87 ans de Guillermo Escalada, international uruguayen ayant remporté 2 Copa América et 3 Championnat d'Uruguay[91].
- 22 juin : décès à 57 ans de Stéphane Demol, international belge ayant remporté 3 Championnat de Belgique, la Coupe de Belgique 1993 et le Championnat du Portugal 1990 devenu entraîneur[92].
- 22 juin : décès à 79 ans de Horst-Dieter Höttges, international ouest-allemand ayant remporté la Coupe du monde 1974, le Championnat d'Europe des nations 1972 et le Championnat d'Allemagne en 1965[93].
- 24 juin : décès à 45 ans de Cédric Roussel, international belge[94].
- 26 juin : décès à 82 ans de Craig Brown, joueur écossais devenu entraîneur et sélectionneur de son pays[95].
- 26 juin : décès à 65 ans d'Óscar Arizaga, international péruvien[96].
- 30 juin : décès à 76 ans de Vahidin Musemić, international yougoslave ayant remporté le Championnat de Yougoslavie en 1967[97].

## Juillet
- 1er juillet : décès à 73 ans de Christian Dalger, international français ayant remporté le Championnat de France en 1978 et la Coupe de France en 1980 devenu entraîneur. Il fut également sélectionneur du Mali[98].
- 1er juillet : décès à 68 ans de Vincenzo D'Amico, joueur italien ayant remporté le Championnat d'Italie 1974[99].
- 4 juillet : décès à 77 ans de Georges Bereta, international français ayant remporté 6 Championnat de France et 4 Coupe de France[100].
- 6 juillet : décès à 76 ans d'Attila Abonyi, international australien[101].
- 9 juillet : décès à 44 ans d'Asbjørn Sennels, international danois[102].
- 9 juillet : décès à 75 ans de Mustapha Benyahia, international algérien[103].
- 9 juillet : décès à 88 ans de Luis Suárez, international espagnol ayant remporté le Ballon d'or 1960, 2 Coupe d'Europe des clubs champions, le Championnat d'Europe des nations 1964, 2 Coupe intercontinentale, 2 Coupe d'Europe des villes de foires, 2 Championnat d'Espagne, 3 Championnat d'Italie et 2 Coupe d'Espagne devenu entraîneur et sélectionneur de son pays[104].
- 10 juillet : décès à 91 ans d'Eugène Grévin, joueur puis entraîneur français[105].
- 11 juillet : décès à 74 ans de Philippe Garot, international belge ayant remporté le Championnat de Belgique1984 et la Coupe de Belgique 1983 devenu entraîneur[106].
- 13 juillet : décès à 84 ans d'André Fefeu, joueur français ayant remporté 3 Championnat de France et la Coupe de France en 1968[107].
- 15 juillet : décès à 78 ans de Vítor Godinho, international portugais[108].
- 17 juillet : décès à 83 ans de Robert Budzynski, international français ayant remporté 2 Championnat de France[109].
- 17 juillet : décès à 73 ans de Palhinha, international brésilien ayant remporté la Copa Libertadores 1976[110].
- 20 juillet : décès à 83 ans de José Sulantay, joueur chilien[111].
- 20 juillet : décès à 90 ans de Dimas Zegarra, international péruvien ayant remporté 3 Championnat du Pérou[112].
- 21 juillet : décès à 82 ans de Jacinto Santos, international portugais ayant remporté 7 Championnat du Portugal et 4 Coupe du Portugal[113].
- 22 juillet : décès à 85 ans d'Adolf Scherer, international tchécoslovaque[114].
- 22 juillet : décès à 75 ans de Hassan Amcharrat, international marocain ayant remporté la Coupe d'Afrique des nations 1976 et la Coupe du Maroc 1975[115].
- 22 juillet : décè sà 75 ans d'Ernesto Mastrángelo, international argentin ayant remporté 2 Copa Libertadores et la Coupe intercontinentale en 1977[116].
- 22 juillet : décès à 83 ans de Günther Herrmann, international ouest-allemand ayant remporté la Coupe de Suisse 1974[117].
- 24 juillet : décès à 69 ans de Trevor Francis, international anglais ayant remporté 2 Coupe des clubs champions européens et la Coupe d'Italie en 1985 devenu entraîneur[118].
- 24 juillet : décès à 49 ans de Chris Bart-Williams, joueur anglais[119].
- 31 juillet : décès à 64 ans de Jorge Domínguez, international argentin[120].
- 31 juillet : décès à 86 ans de František Valošek, international tchécoslovaque ayant remporté la médaille d'argent aux Jeux olympiques 1964[121].

## Août
- 6 août : décès à 41 ans de Veniamin Mandrykin, international russe[122].
- 15 août : décès à 89 ans de Bruno Ferrero, international français[123].
- 19 août : décès à 86 ans de Carlo Mazzone, joueur puis entraîneur italien[124].
- 23 août : décès à 82 ans de Kalman Gerencseri, joueur français[125].
- 26 août : décès à 70 ans de Bertrand Marchand, joueur puis entraîneur français ayant remporté la Ligue des champions de la CAF en 2007. Il fut également sélectionneur de la Tunisie[126].
- 27 août : décès à 80 ans de Luis Zacarías, entraîneur péruvien[127].
- 29 août : décès à 71 ans de Waldemar Victorino, international uruguayen ayant remporté la Coupe intercontinentale 1980, la Copa Libertadores 1980 et le Championnat d'Uruguay 1980[128].
- 29 août : décès à 85 ans de Guy Calléja joueur puis entraîneur français[129].
- 31 août : décès à 82 ans de Jan Jongbloed, international néerlandais[130].

## Septembre
- 2 septembre : décès à 83 ans d'Ilija Mitić, international américain ayant remporté 3 championnat de Yougoslavie et la Coupe de Yougoslavie 1966[131].
- 2 septembre : décès à 76 ans de Salif Keita, international malien ayant remporté le Ballon d'or africain 1970, 3 Coupe du Mali, 3 championnat de France, 2 Coupe de France et la Coupe du Portugal 1978[132].
- 4 septembre : décès à 85 ans d'Ameur Hizem, joueur puis entraîneur tunisien[133].
- 9 septembre : décès à 65 ans de Rainer Troppa, international est-allemand ayant remporté 9 Championnat de RDA[134].
- 10 septembre : décès à 100 ans de Hernán Carrasco Vivanco, joueur chilien devenu entraîneur ayant remporté la Coupe des champions de la CONCACAF 1967, le Championnat du Chili 1960 et 7 Championnat du Salvador. Il fut également sélectionneur du Salvador[135].
- 12 septembre : décès à 95 ans de Dominique Colonna, international français ayant remporté 4 Championnat de France et la Coupe de France en 1958. Il fut également sélectionneur du Cameroun[136].
- 15 septembre : décès à 94 ans de Burhan Sargın, international turc[137].
- 17 septembre : décès à 83 ans de Ronnie McKinnon, international écossais ayant remporté la Coupe d'Europe des vainqueurs de coupe en 1972, 3 Championnat d’Écosse et 4 Coupe d'Écosse[138].
- 18 septembre : décès à 76 ans de Marinho Peres, international brésilien ayant remporté le Championnat du Brésil en 1976[139].
- 19 septembre : décès à 89 ans de Severino Lojodice, joueur italien ayant remporté 2 Championnat d'Italie et la Coupe d'Italie 1960[140].
- 20 septembre : décès à 80 ans d'Odilon Polleunis, international belge ayant remporté le Championnat de Belgique 1975[141].
- 20 septembre : décès à 84 ans de Camille Dimmer, international Luxembourgeois[142].
- 22 septembre : décès à 81 ans de Giovanni Lodetti, international italien ayant remporté le Championnat d'Europe 1968, la Coupe intercontinentale 1969, la Coupe d'Europe des vainqueurs de coupe 1968, 2 Championnat d'Italie et la Coupe d'Italie 1967[143].
- 22 septembre : décès à 90 ans d'Américo Lopes, international portugais ayant remporté le Championnat du Portugal en 1959 et la Coupe du Portugal 1968[144].
- 27 septembre : décès à 79 ans de Jim Forrest, international écossais ayant remporté 2 Championnat d'Écosse et 3 Coupe d'Écosse[145].

## Octobre
- 1er octobre : décès à 65 ans de Frank McDougall, joueur écossais ayant remporté le Championnat d'Écosse 1985 et la Coupe d'Écosse 1986[146].
- 2 octobre : décès à 87 ans de Guy Briet, joueur puis entraîneur français[147].
- 2 octobre : décès à 79 ans de Francis Lee, international anglais ayant remporté la Coupe d'Europe des vainqueurs de coupe 1970, 2 Championnat d'Angleterre et la Coupe d'Angleterre 1969[148].
- 3 octobre : décès à 90 ans de Jean Molla, joueur puis entraîneur français[149].
- 3 octobre : décès à 65 ans de Patrice Lecornu, international français devenu entraîneur[150].
- 5 octobre : décès à 85 ans de Romano Voltolina, joueur italien[151].
- 21 octobre : décès à 86 ans de Bobby Charlton, international anglais ayant remporté la Coupe du Monde 1966, le ballon d'or 1966, la Coupe des clubs champions européens en 1968, 3 Championnat d'Angleterre et la Coupe d'Angleterre en 1963[152].
- 22 octobre : décès à 94 ans de Reino Börjesson, international suédois[153].
- 22 octobre : décès à 86 ans de Raul Machado, international portugais ayant remporté 6 Championnat du Portugal et 3 Coupe du Portugal[154].
- 25 octobre : décès à 47 ans d'Abdel Kharrazi, joueur marocain[155].
- 28 octobre : décès à 73 ans de Mohamed Medjdoub Salguia, international algérien[156].
- 29 octobre : décès à 75 ans de René Exbrayat, joueur français devenu entraîneur ayant remporté 2 Coupe de Tunisie[157].
- 29 octobre : décès à 81 ans de Charlie Aitken, joueur écossais[158].
- 31 octobre : décès à 53 ans de José Luis Dolgetta, international vénézuelien devenu entraîneur[159].

## Novembre
- 7 novembre : décès à 87 ans de Federico Sacchi, international argentin ayant remporté 2 Chammpionnat d'Argentine[160].
- 7 novembre : décès à 74 ans de Mário Moinhos, international portugais ayant remporté 3 Championnat du Portugal[161].
- 8 novembre : décès à 84 ans de Giorgio Veneri, joueur italien[162].
- 10 novembre : décès à 73 ans de Miah Dennehy, international irlandais ayant remporté le Championnat d'Irlande 1971 et 2 Coupe d'Irlande[163].
- 11 novembre : décès à 28 ans de Raphael Dwamena, international ghanéen ayant remporté la Coupe de Suisse en 2018[164].
- 12 novembre : décès à 82 ans de Mustafa Hasanagić, international yougoslave devenu entraîneur[165].
- 12 novembre : décès à 88 ans d'Akgün Kaçmaz, international turc ayant remporté 2 Championnat de Turquie[166].
- 15 novembre : décès à 76 ans de Paul Tandou, international congolais (RC) ayant remporté la Coupe d'Afrique des nations 1972 et la Coupe des clubs champions africains 1974[167].
- 17 novembre : décès à 62 ans de Henri Stambouli, joueur français devenu entraîneur ayant remporté la Coupe du Maroc 2005. IL fut également sélectionneur de la Guinée, du Mali et du Togo[168].
- 17 novembre : décès à 76 ans de Henning Munk Jensen, international danois[169].
- 18 novembre : décès à 75 ans de Ruud Geels, international néerlandais ayant remporté la Coupe d'Europe des clubs champions en 1970, 2 Championnat des Pays-Bas, la Coupe des Pays-Bas en 1969 et le Championnat de Belgique en 1973[170].
- 18 novembre : décès à 62 ans d'António Carvalho, international portugais devenu entraîneur[171].
- 21 novembre : décès à 82 ans de Georges Perroud, international suisse[172].
- 23 novembre : décès à 94 ans de Rubens Minelli, joueur brésilien devenu entraîneur ayant remporté 3 Championnat du Brésil et la Coupe d'Arabie Saoudite 1980[173].
- 25 novembre : décès à 80 ans de Terry Venables, international anglais ayant remporté la FA Cup en 1967 puis comme entraîneur le Championnat d'Espagne en 1985 et la FA Cup en 1991[174].

## Décembre
- 2 décembre : décès à 92 ans de Michel Le Milinaire, joueur puis enraîneur français[175].
- 3 décembre : décès à 79 ans d'Idrissa Malo Traoré, international burkinabé devenu entraîneur. Il fut également sélectionneur de son pays[176].
- 4 décembre : décès à 86 ans de Josef Vacenovský, international tchécoslovaque ayant remporté 6 Championnat de Tchécoslovaquie et 4 Coupe de Tchécoslovaquie[177].
- 8 décembre : décès à 83 ans de Jacques Duquesne, joueur belge[178].
- 11 décembre : décès à 77 ans de Ferdinand Keller, international ouest-allemand ayant remporté la Coupe d'Europe des vainqueurs de coupe en 1977[179].
- 12 décembre : décès à 93 ans de Kóstas Nestorídis, international grec ayant remporté le Championnat de Grèce en 1963 et la Coupe de Grèce en 1964[180].
- 13 décembre : décès à 80 ans d'Antonio Juliano, international italien ayant remporté l'euro 1968 et la Coupe d'Italie en 1976[181].
- 13 décembre : décès à 86 ans de Wojciech Łazarek, joueur puis entraîneur polonais ayant remporté 2  Championnat de Pologne et 2 Coupe de Pologne. Il fut également sélectionneur de son pays et du Soudan[182].
- 13 décembre : décès à 88 ans de Maâmar Ousser, joueur algérien[183].
- 15 décembre : décès à 78 ans de Hans Selander, international suédois ayant remporté 2 Championnat de Suède[184].
- 18 décembre : décès à 79 ans de Bo Larsson, international suédois ayant remporté 7 Championnat de Suède et 4 Coupe de Suède[185].
- 18 décembre : décès à 53 ans d'Abderrahim Ouakili, international marocain[186].
- 19 décembre : décès à 73 ans d'André Gallice, joueur puis entraîneur français[187].
- 19 décembre : décès à 79 ans de Mohamed Messaoudi, international algérien ayant remporté le Championnat d'Algérie 1972 et 2 Coupe d'Algérie[188].
- 19 décembre : décès à 76 ans de Nikolay Kazakryan, international soviétique d'origine arménienne ayant remporté le Championnat d'Union soviétique en 1973 et 2 Coupe d'Union soviétique[189].
- 24 décembre : décès à 23 ans de Melika Mohammadi, internationale iranienne[190].
- 25 décembre : décès à 79 ans d'Alain Laurier, joueur puis entraîneur français[191].
- 25 décembre : décès à 80 ans de Jean-Claude Blanchard, joueur français[192].
- 26 décembre : décès à 79 ans de Michel Margottin, joueur français[193].
- 26 décembre : décès à 88 ans de Noel Peyton, international irlandais ayant remporté 2 Championnat d'Irlande et 2 Coupe d'Irlande[194].
- 28 décembre : décès à 72 ans de François Bracci, international français ayant remporté le Championnat de France en 1972 et la Coupe de France en 1976 puis comme entraîneur le Championnat d'Algérie en 2010 et la Coupe d'Algérie en 2006[195].